# Marit Mikkelsplass
Marit Mikkelsplass (née Wold le 22 février 1965) est une ancienne fondeuse norvégienne.

## Jeux olympiques
- Jeux olympiques d'hiver de 1988 à Calgary 
  -  Médaille d'argent en relais 4 × 5 km.
- Jeux olympiques d'hiver de 1994 à Lillehammer 
  -  Médaille d'argent sur 30 km.
- Jeux olympiques d'hiver de 1998 à Nagano 
  -  Médaille d'argent en relais 4 × 5 km.

## Championnats du monde
- Championnats du monde de ski nordique 1995 à Thunder Bay 
  -  Médaille d'argent en relais 4 × 5 km.
- Championnats du monde de ski nordique 1997 à Trondheim 
  -  Médaille d'argent en relais 4 × 5 km.
  -  Médaille de bronze sur 30 km.

## Coupe du monde
- Meilleur classement final: 5e en 1998.
- 10 podiums dont 2 victoires.

### Victoires d'étapes
| Date            | Lieu                | pays     | Compétition |
| --------------- | ------------------- | -------- | ----------- |
| 18 janvier 1997 | Lahti               | Finlande | 15 km TC    |
| 8 janvier 1998  | Ramsau am Dachstein | Autriche | 10 km TC    |

Légende :

TC = classique

TL = libre

MS = départ en masse

HS = départ avec handicap

PU = poursuite